# 삼성 갤럭시 북3

## 디자인
| 갤럭시 북3 |            |
| 색상       | 이름       |
|            | 그라파이트 |
|            | 실버       |